# 普赖斯 (犹他州)
普赖斯（Price）位于美国犹他州中部，是卡本县的县治。